# Xay al-Kawm
Xay al-Qawm (àrab: شيع القوم, Xayʿ al-Qawm) fou una divinitat safaítica i també nabatea i palmiriana. No se l'esmenta al panteó de l'Aràbia central però el nom teòfor Xay-Al·lah en podria derivar. Era una divinitat tribal i es representa en forma de lleó. A l'Aràbia del sud se l'hauria anomenat Gad, mentre que Xayan designa un territori.